# Wrestle Kingdom
Wrestle Kingdom è l'evento più importante prodotto dalla New Japan Pro-Wrestling, e si svolge ogni anno il 4 gennaio nel Tokyo Dome di Tokyo in Giappone.
Sebbene sia famoso in tutto il mondo con tale nome, l'evento ha assunto tale denominazione solo nel 2007, negli anni precedenti aveva un nome variabile. Perciò la prima edizione in assoluto ebbe luogo il 4 gennaio 1992 ed era chiamata Super Warriors in Tokyo Dome. L'evento è dunque da considerarsi la versione della NJPW di WrestleMania per la WWE, Bound for Glory per Impact Wrestling, ed è stata definita come l'"equivalente giapponese del Super Bowl".

## Edizioni
| Nome                                  | Data            | Luogo    | Arena          | Main Event                                                          |
| ------------------------------------- | --------------- | -------- | -------------- | ------------------------------------------------------------------- |
| Super Warriors in Tokyo Dome          | 4 gennaio 1992  | Tokyo    | Tokyo Dome     | Riki Chosu vs Tatsumi Fujinami                                      |
| Fantastic Story                       | 4 gennaio 1993  | Tokyo    | Tokyo Dome     | Genichiro Tenryu vs Riki Chosu                                      |
| Battlefield                           | 4 gennaio 1994  | Tokyo    | Tokyo Dome     | Antonio Inoki vs Genichiro Tenryu                                   |
| Battle 7                              | 4 gennaio 1995  | Tokyo    | Tokyo Dome     | Shinya Hashimoto vs Kensuke Sasaki                                  |
| Wrestling World 1996                  | 4 gennaio 1996  | Tokyo    | Tokyo Dome     | Keiji Mutoh vs Nobuhiko Takada                                      |
| Wrestling World 1997                  | 4 gennaio 1997  | Tokyo    | Tokyo Dome     | Shinya Hashimoto vs Riki Chosu                                      |
| Final Power Hall                      | 4 gennaio 1998  | Tokyo    | Tokyo Dome     | Kensuke Sasaki vs Keiji Mutoh                                       |
| Wrestling World 1999                  | 4 gennaio 1999  | Tokyo    | Tokyo Dome     | Scott Norton vs Keiji Mutoh                                         |
| Wrestling World 2000                  | 4 gennaio 2000  | Tokyo    | Tokyo Dome     | Genichiro Tenryu vs Kensuke Sasaki                                  |
| Wrestling World 2001                  | 4 gennaio 2001  | Tokyo    | Tokyo Dome     | Kensuke Sasaki vs Toshiaki Kawada                                   |
| Wrestling World 2002                  | 4 gennaio 2002  | Tokyo    | Tokyo Dome     | Jun Akiyama vs Yuji Nagata                                          |
| Wrestling World 2003                  | 4 gennaio 2003  | Tokyo    | Tokyo Dome     | Yuji Nagata vs Josh Barnett                                         |
| Wrestling World 2004                  | 4 gennaio 2004  | Tokyo    | Tokyo Dome     | Shinsuke Nakamura vs Yoshihiro Takayama                             |
| Wrestling World 2005: Tokuon Festival | 4 gennaio 2005  | Tokyo    | Tokyo Dome     | Hiroshi Tanahashi vs Shinsuke Nakamura                              |
| Tokuon Shidou Chapter 1               | 4 gennaio 2006  | Tokyo    | Tokyo Dome     | Brock Lesnar vs Shinsuke Nakamura                                   |
| Wrestle Kingdom I                     | 4 gennaio 2007  | Tokyo    | Tokyo Dome     | Keiji Mutoh e Masahiro Chono vs Satoshi Kojima e Hiroyoshi Tenzan   |
| Wrestle Kingdom II                    | 4 gennaio 2008  | Tokyo    | Tokyo Dome     | Hiroshi Tanahashi vs Shinsuke Nakamura                              |
| Wrestle Kingdom III                   | 4 gennaio 2009  | Tokyo    | Tokyo Dome     | Keiji Mutoh vs Hiroshi Tanahashi                                    |
| Wrestle Kingdom IV                    | 4 gennaio 2010  | Tokyo    | Tokyo Dome     | Shinsuke Nakamura vs Yoshihiro Takayama                             |
| Wrestle Kingdom V                     | 4 gennaio 2011  | Tokyo    | Tokyo Dome     | Satoshi Kojima vs Hiroshi Tanahashi                                 |
| Wrestle Kingdom VI                    | 4 gennaio 2012  | Tokyo    | Tokyo Dome     | Hiroshi Tanahashi vs Minoru Suzuki                                  |
| Wrestle Kingdom 7                     | 4 gennaio 2013  | Tokyo    | Tokyo Dome     | Hiroshi Tanahashi vs Kazuchika Okada                                |
| Wrestle Kingdom 8                     | 4 gennaio 2014  | Tokyo    | Tokyo Dome     | Shinsuke Nakamura vs Hiroshi Tanahashi                              |
| Wrestle Kingdom 9                     | 4 gennaio 2015  | Tokyo    | Tokyo Dome     | Hiroshi Tanahashi vs Kazuchika Okada                                |
| Wrestle Kingdom 10                    | 4 gennaio 2016  | Tokyo    | Tokyo Dome     | Kazuchika Okada vs Hiroshi Tanahashi                                |
| Wrestle Kingdom 11                    | 4 gennaio 2017  | Tokyo    | Tokyo Dome     | Kazuchika Okada vs Kenny Omega                                      |
| Wrestle Kingdom 12                    | 4 gennaio 2018  | Tokyo    | Tokyo Dome     | Kazuchika Okada vs Tetsuya Naito                                    |
| Wrestle Kingdom 13                    | 4 gennaio 2019  | Tokyo    | Tokyo Dome     | Kenny Omega vs Hiroshi Tanahashi                                    |
| Wrestle Kingdom 14                    | 4 gennaio 2020  | Tokyo    | Tokyo Dome     | Kazuchika Okada vs Kota Ibushi                                      |
| Wrestle Kingdom 14                    | 5 gennaio 2020  | Tokyo    | Tokyo Dome     | Kazuchika Okada vs Tetsuya Naito                                    |
| Wrestle Kingdom 15                    | 4 gennaio 2021  | Tokyo    | Tokyo Dome     | Tetsuya Naito vs Kota Ibushi                                        |
| Wrestle Kingdom 15                    | 5 gennaio 2021  | Tokyo    | Tokyo Dome     | Kota Ibushi vs Jay White                                            |
| Wrestle Kingdom 16                    | 4 gennaio 2022  | Tokyo    | Tokyo Dome     | Shingo Takagi vs Kazuchika Okada                                    |
| Wrestle Kingdom 16                    | 5 gennaio 2022  | Tokyo    | Tokyo Dome     | Kazuchika Okada vs Will Ospreay                                     |
| Wrestle Kingdom 16                    | 8 gennaio 2022  | Yokohama | Yokohama Arena | Kazuchika Okada e Hiroshi Tanahashi vs Kaito Kiyomiya e Keiji Mutoh |
| Wrestle Kingdom 17                    | 4 gennaio 2023  | Tokyo    | Tokyo Dome     | Kazuchika Okada vs Jay White                                        |
| Wrestle Kingdom 17                    | 21 gennaio 2023 | Yokohama | Yokohama Arena | Tetsuya Naito vs Kenoh                                              |
| Wrestle Kingdom 18                    | 4 gennaio 2024  | Tokyo    | Tokyo Dome     | Sanada vs Tetsuya Naito                                             |
| Wrestle Kingdom 19                    | 4 gennaio 2025  | Tokyo    | Tokyo Dome     | Zack Sabre Jr. vs Shota Umino                                       |